# Shorea kuantanensis
Espèce
Statut de conservation UICN

 CR A1acd : 
En danger critique
Shorea kuantanensis est une espèce de plantes du genre Shorea de la famille des Dipterocarpaceae.